# Spinogonium decoratum
Spinogonium decoratum är en kräftdjursart som beskrevs av Michitaka Shimomura 2009. Spinogonium decoratum ingår i släktet Spinogonium och familjen Paramunnidae.
Artens utbredningsområde är Filippinska sjön. Inga underarter finns listade i Catalogue of Life.